# Командирские
«Командирские» — марка военных часов, выпускающихся на Чистопольском часовом заводе с 1965 года.

## История

### Начало производства
В 1962 году Министерство обороны СССР сделало заказ на производство хронометров для командирского состава Вооружённых сил СССР. Часы должны были быть противоударными, антимагнитными, пыле- и влагонепроницаемыми, содержать в себе календарь мгновенного действия и предусматривать останов баланса. Также они должны были точно отсчитывать время в агрессивной среде (при сильной жаре или при стуже, в знойных степях или влажных тропиках),. С этим заказом Министерство обороны СССР обратилось к Чистопольскому часовому заводу.
Датой рождения бренда можно считать 13 июня 1964 года, когда был подготовлен документ за подписью Начальника ГУТ МО СССР генерал-лейтенанта П. В. Кочеткова, определявший основные параметры часового механизма, планируемого для армейских нужд, с обозначенным названием «Командирские». Этому предшествовало февральское обсуждение Министерством обороны передовых моделей отечественных часовых заводов. По его результатам были отобраны часы «Мир» с механизмом 2214 Чистопольского часового завода (ЧЧЗ), как наиболее пригодные для офицерского состава, учитывая качество сборки и оптовые цены.
«Командирские» часы появились в 1965 году, когда министр обороны СССР Родион Малиновский предложил вручать советским офицерам специальные приборы точного времени, которые должны были соответствовать ряду требований. С этого года Чистопольский часовой завод фактически стал официальным поставщиком Министерства обороны.
Поскольку часы не предназначались для свободной продажи, то на них надпись «Сделано в СССР» была заменена на «Заказ МО СССР». В 1967 году на базе часов «Командирские» была начата новая серия «Амфибия», имевшая водозащиту 200 метров.
Офицеры высоко оценивали эти часы, и Министерство обороны договорилось с Чистопольским заводом о том, что тот будет выпускать часы специально для нужд военных. В ходе последующих доработок были представлены часы, которые выдерживали давление до двух атмосфер, обладали более крупным калибром, диском времени и новой формой корпуса, а также имели символику всех родов войск и служб. «Командирские» с родами войск вышли впервые в 1980-е годы. Широкую популярность завоевали у ценителей «Восток» — часы с символикой «Танковые войска», «Воздушно-десантные войска», «Военно-морского флота» и многие другие.
В конце квартала или года они иногда появлялись в магазинах «Военторг» и раскупались в течение 2-3 часов. Стоимость — от 45 рублей и выше («аванс» обычного рабочего или инженера). У спекулянтов «Командирские» в зависимости от региона и города стоили уже 90-110 рублей.
«Командирские» считались культовыми часами в СССР.
В 70-х годах в магазинах сети «Военторг», расположенных в воинских городках Группы советских войск в Германии Западной группы войск (ГВСГ ЗВЗ) продавались наручные часы восточногерманской часовой фирмы «Ruhla», копирующие размеры и дизайн советских «Командирских» часов. Стоили примерно в два раза (чего:больше или меньше, или просто "в два раза?") настоящих «командиров», высоким качеством не отличались и особой популярностью среди военнослужащих не пользовались. Сейчас сохранившие экземпляры этих часов — мечта коллекционеров.

### Часы в 1990-е годы
«Командирские» часы начали экспортироваться за границу под брендом «Russian Military Watch» ещё с конца 1980-х: доля «командирских» в общем объёме продукции завода составляла до 30%. В 1989—1992 годах экспорт «Командирских» в Западную Европу, США и Японию позволил удвоить капитал Чистопольского часового завода.
В ряде источников утверждается, что в 1991 году американский Пентагон заказал на заводе «Восток» партию часов для участников войны в Персидском заливе. По договоренности с представителем занимающийся поставками комплектов амуниции для американской армии, завод должен был поставить 10 тысяч наручных часов в течение месяца, получив заказ вовремя, американцы высоко оценили работу русских часовщиков, и было принято решение разместить ещё три подобных заказа, общее количество заказанных американцами составило 40 тысяч наручных часов, что послужило поводом для совместного, долговременного, коммерческого сотрудничества. В дальнейшем совместно с американцами было создано предприятие «Капитал Трейдинг», которое расширило ассортимент внешнего оформления часов «Восток» под маркой «Century Time».
Подобные часы, продававшиеся под названием «Щит пустыни» (англ. Desert Shield), выдерживали давление в 20 атмосфер.
Однако существует также версия, что Пентагон не заказывал никогда подобные часы. В соответствии с этой версией подлинным заказчиком из США был бизнесмен Брюс Эриксон, основатель компании Timepeace Russian Watches Inc. Он решил продавать Чистопольские часы в США по цене в 149$ за экземпляр, всего лишь придумав красивое название для часов. Первая партия в 10 тысяч экземпляров разошлась быстро, и было сделано еще несколько заказов.
В начале 1990-х годов появились поддельные «Командирские» часы, сделанные в Китае: внешне они были очень похожи на производимые Чистопольским часовым заводом, но по качеству значительно уступали оригиналу. Они имели часовой механизм ZLN производства Лоаянской часовой фабрики, аналогичный часовому механизму 2414А. Часы имели завинчивающуюся заднюю крышку с силиконовой прокладкой, безель, но не имели завинчивающейся заводной годовки. Корпус, безель и задняя крышка часов были изготовлены из нержавеющей стали. На циферблате часов цифра 12 была заменена большой красной звездой, бренд завода «Восток» (заглавная буква «В» в круге), надписи «Командирские», «17 КАМНЕN» и «Заказ МО СССР» (МО и СССР были выполнены слитно). Возле цифр были нанесены точки из светомассы салатового цвета. Так же имелись различные рисунки по родам войск (подводная лодка, реактивный самолет, эмблема ВДВ и прочие). На задней крышке часов был нанесен рисунок, аналогичный «Командирским» производства ЧЧЗ — парящая над морем чайка и восходящее солнце. Также имелась надпись «ВОДОНЕПРОНИЦАЕМЫ», что не соответствовало действительности. Эти часы продавались в частных магазинах армейской амуниции. Были случаи, когда эти часы даже вручали в качестве памятного подарка выпускникам военных училищ вместе с лейтенантскими погонами.
В 1991 году директор Чистопольского часового завода Владислав Цивилин сообщил, что в городе появились поддельные «Командирские» часы, которые продаются в магазинах на Кипре за 150 долларов. По словам Цивилина, фальшивка представляла собой хронограф «Штурманские» («Полёт»), циферблат и крышка которого были оформлены под «Чистопольские», а механизм производителя был изготовлен на Первом Московском часовом заводе. Также было установлено, что подделка выдерживала давление не более 2 атмосфер. Подделка оказалась не первым случаем: в 1989 году американская фирма «Грюинг» пыталась подделать марку военных часов, но объявила себя банкротом ещё до того, как завод «Восток» подал на неё в суд.
В 1990-е Чистопольским часовым заводом была изготовлена небольшая партия часов с воющим волком на циферблате. Считается, что это был заказ турецкой террористической организации «Серые волки».
В октябре 1992 года стало известно о планах завода выпустить 30 тысяч часов «Командирских» по заказу итальянского футбольного клуба «Милан», а также о переговорах по выпуску небольшой партии часов по заказу компании Fiat.
1 июля 1993 года Чистопольский часовой завод подписал в Цюрихе соглашение сроком на 3 года со швейцарской торговой фирмой BN-Trading о передаче швейцарцам эксклюзивного права продажи часов. По этому соглашению в Швейцарию ежегодно планировалось поставлять 500 тысяч часов типа «Командирские», «Генеральские», «Адмиральские» и «КГБ», на которых была бы торговая марка BN-Trading (без неё завод не имел права выпускать часы). Соглашение должно было помочь защитить Чистопольский завод от конкуренции с наводнившими мировой рынок подделками под «Командирские».
8 сентября 1994 года Чистопольский завод начал выпуск партии «Командирских» часов, приуроченной к 50-летию Победы в Великой Отечественной войне. Это был первый случай, когда часы выпускались не по спецзаказу Министерства обороны, а по инициативе завода.

### Часы в XXI веке
В начале 2000-х годов первый и единственный раз была выпущена пробная партия серийных «Командирских» часов с кварцевым механизмом: внешне они отличались только надписью «КВАРЦ» вместо надписи «17 КАМНЕЙ».
Также в начале 2000-х годов Чистопольский завод выступил с инициативой вручать именные «Командирские» часы отличившимся военнослужащим.
В 2007 году разработана новая коллекция «Командирские» — К34, состоящая из 10 моделей с автоподзаводом и различными функциями. На циферблате в место надписи «Командирские» появилось надпись на латыни «Komandirskie». Все часы этой коллекции были оснащены корпусами из нержавеющей стали и крышкой со стеклом. С минеральным стеклом. Впервые появилось на циферблатах и стрелках — «Superluminova».
В 2009 году четыре модификации часов Чистопольского завода были включены в боевую экипировку военнослужащих сухопутных войск, ВДВ и спецназа, в том числе для высшего командного состава. Для нового поколения «Командирских» были выбраны корпуса из титана и нержавеющей стали, а также небьющееся стекло. В то же время о дальнейшем производстве часов подобной модификации почти ничего не было известно.
28 сентября 2010 года Арбитражный суд Татарстана признал банкротом ОАО «Чистопольский часовой завод» и обязал распродать его имущество кредиторам, однако бренд часов «Командирские» избежал этой участи, поскольку был к тому моменту передан ООО «Торговый дом», родственному Чистопольскому часовому заводу.
В 2014 году под девизом «Рожденные в СССР. Сделанные в России» разрабатывается коллекция «Командирские» — К35! Часы в этой коллекции с различными механизмами и все с автоподзаводом, с различными ремнями в том числе и нейлон «zulu», с повышенной герметичностью до 10 атмосфер (до 100 метров). В часах «Командирские» появляется 24 часов шкала времени с механизмом «Восток 2431». В первые представлены на выставке на «MOSCOW WATCH EXPO 2014».
В 2016 году разрабатывается коллекция «Командирские» — К39. Отличительной особенностью этой коллекции стало увеличение размера корпуса до 45мм и использование новой технологии постоянного свечения подсветки циферблата и стрелок — «Тритиевой подсветки» (GTLS — gaseous tritium light source).
Экземпляр «Командирских часов» является экспонатом Международного музея часового дела, находящегося в швейцарском городе Ла-Шо-де-Фон.

## Отличительные особенности
С конца 1980-х годов Чистопольский завод переориентировался на выпуск продукции широкого потребления. Часы «Командирские», как часть продукции завода, тоже претерпели значительные изменения. На часах допускалась надпись «Восток» вместо «Командирские». Часы стали выпускать в «пухлых», «брутальных» корпусах, почти на всех появился безель (подвижная кольцевая шкала вокруг циферблата для контроля интервала времени), появилось множество модификаций — «Генеральские», «Адмиральские», «Президентские», «Пограничные», «Сержантские», «Восток» с эмблемами всевозможных родов войск на пёстрых циферблатах. Что позволило увеличить объем производимой продукции до 4 500 000 в год.
Самые первые «Командирские» часы выпускались с часовым механизмом Восток 2214 и имели на циферблате звёздочку и надпись «Чистополь» нанесённую белой краской. Надпись «Заказ МО СССР» внизу циферблата отсутствовала. Заводная головка была не цилиндрической а сферической формы. Часы выпускались в двух вариантах — в «рабочем» варианте — черный циферблат и хромированный корпус, и в «наградном» — корпус и циферблат с позолотой. Позднее стали также выпускать «наградные» часы с красным и белым циферблатом, последние выпускались для офицерского состава ВМФ (парадные кители моряков были белого цвета).
Считается[кем?], что отличительными особенностями «Командирских» часов, выпускавшихся по заказу МО СССР, являются:
- механизм калибра 2234;
- наличие функции «Стоп-секунда» (при вытягивании заводной головки ход секундной стрелки прекращается, при обратном нажатии на неё — возобновляется, превращая, таким образом, часы в секундомер, который всегда под рукой у владельца);
- небольшая (порядка 3 мм по диагонали) красная звёздочка в нижней части циферблата, над цифрой 6, а ниже её — надпись «Чистополь»;
- по нижнему сегменту циферблата мелким шрифтом по полукругу выполнена надпись «заказ МО СССР»;
- надпись «Командирские» в верхней части циферблата, ниже цифры 12, появилась окантовка вокруг окошка календаря;
- светящийся состав на стрелках, цифрах и делениях циферблата.

Обычно люминофор наносили только на часовую и минутную стрелки, секундная не подсвечивалась. Начертания цифр в зависимости от года выпуска менялись: есть цифры как округлой, так и угловатой формы.

## Галерея

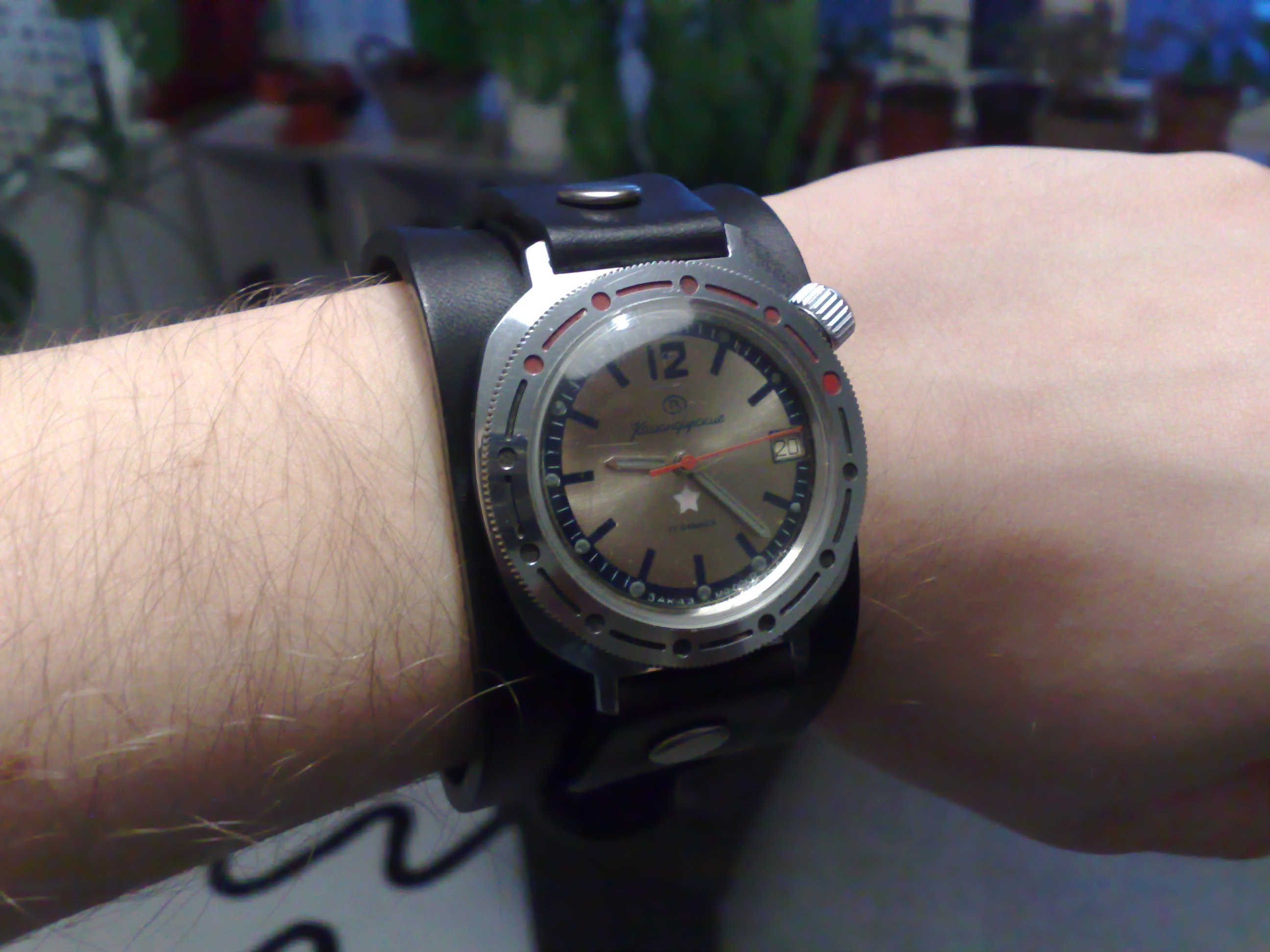
Командирские часы «Заказ МО СССР» Модель 1990-х годов.
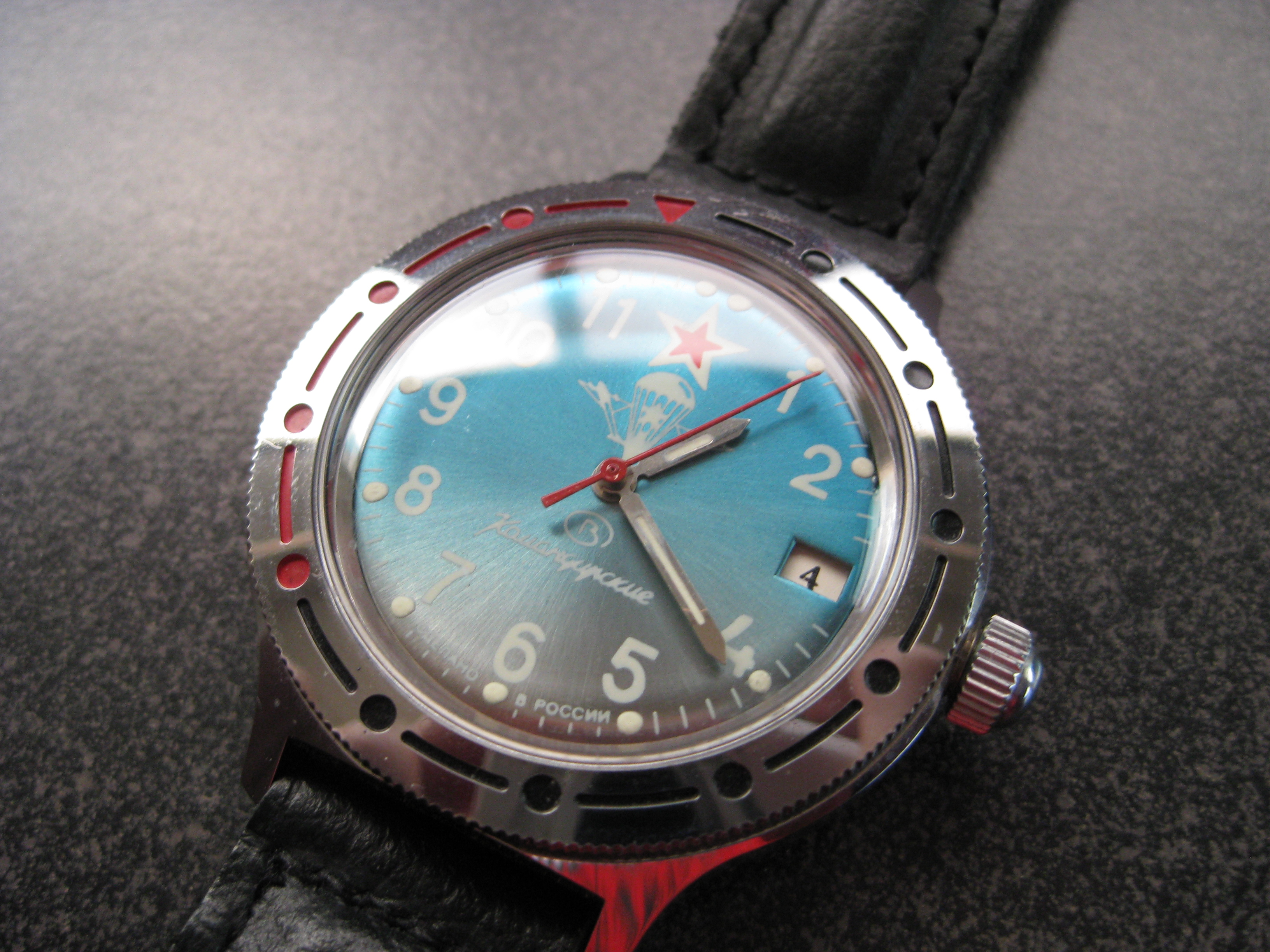
Часы «Командирские» производства России. Водонепроницаемые — исходя из наличия завинчивающейся крышки заводной головки.
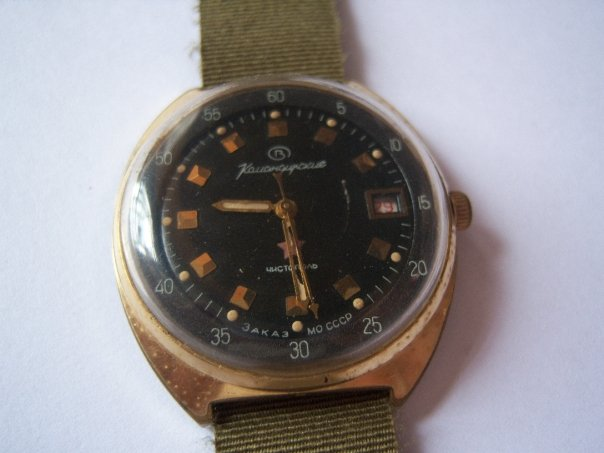
Командирские часы «Заказ МО СССР». Модель середины 1970-х годов.
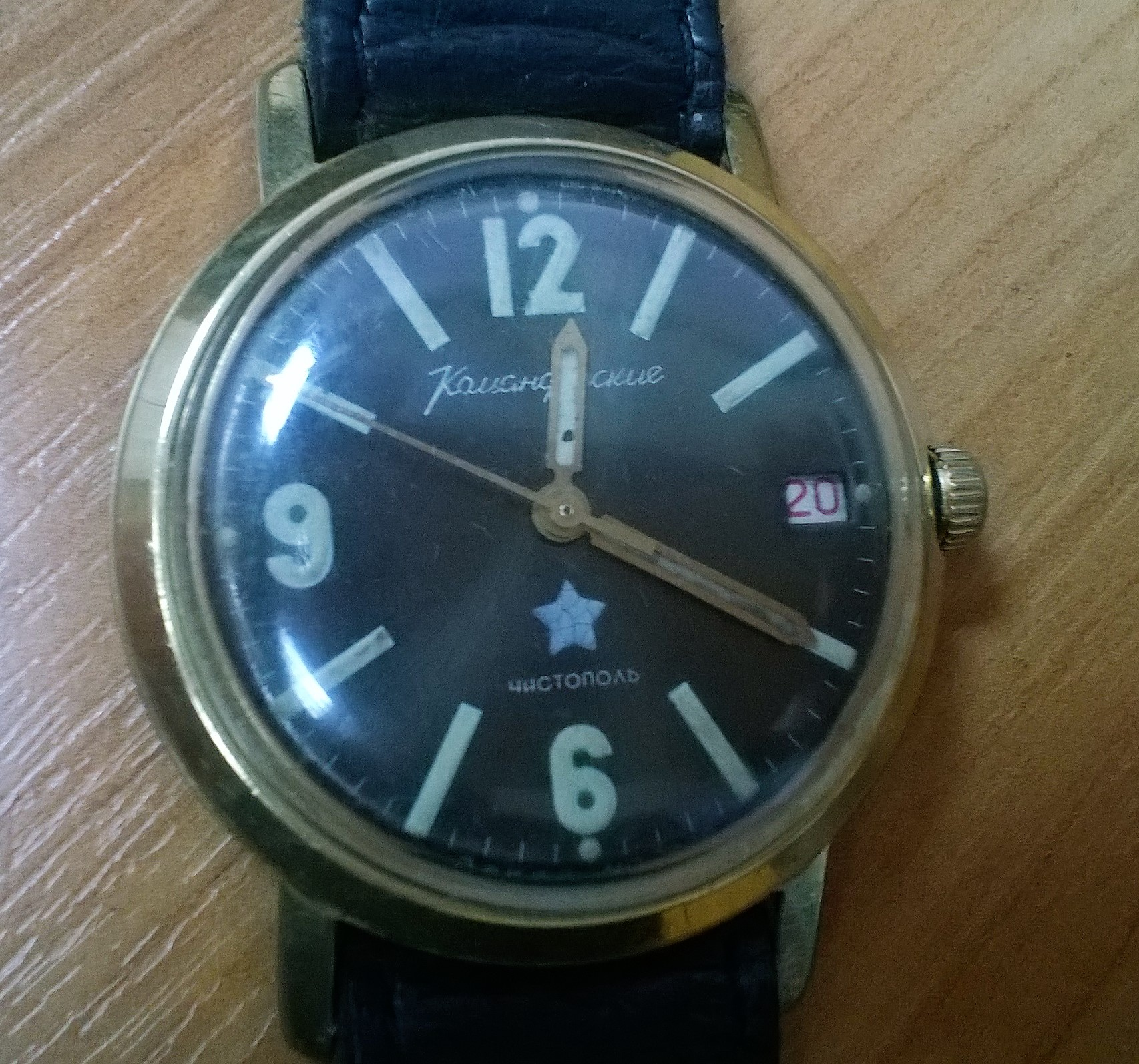
«Командирские» часы самой первой модели (1965 год). Дизайн именно этих часов утверждал маршал Малиновский.
Современные «Командирские» часы с 24-часовым циферблатом, автоподзаводом, водозащитой 10 атм. и нейлоновым ремешком «ZULU». Чистопольский часовой завод, 2016 год
Часы «Командирские» в позолоченном корпусе «министерка», с красным циферблатом и механизмом Восток 2214. Чистопольский часовой завод, 1970-е годы
Часы из комплекта «Ратник» 6Э4-1
Часы «Операция Щит Пустыни», Чистопольский часовой завод, с автоподзаводом, водозащита 20 атм, выпущены в 1991 году ограниченной партией по заказу Министерства обороны США[источник не указан 169 дней]
Часы «Генеральские», Чистопольский часовой завод, механизм 2414, 1990-е годы